# Norkus cladocephalus
Norkus cladocephalus är en kräftdjursart som beskrevs av Masahiro Dojiri och Deets 1988. Norkus cladocephalus ingår i släktet Norkus och familjen Sphyriidae. Inga underarter finns listade i Catalogue of Life.